# Sarcus
Sarcus est une commune française située dans le département de l'Oise, en région Hauts-de-France (Nord-Pas-de-Calais-Picardie).

## Géographie
Sarcus est un village rural du plateau picard, situé en Picardie historique, dans la partie nord-ouest de l'Oise, jouxtant le département de la Somme et desservi par la départementale 1015. Il est à 34 km au nord de Beauvais et à 13 km au sud-est d'Aumale (Seine-Maritime)  (Carte IGN régionale R01 Nord-Pas-de-Calais Picardie).
Grande commune d'une superficie de 1 303 hectares, 81 ares et 72 centiares, soit plus de 13 km2, c'est un pays agricole, peu boisé. Un petit bocage (courtils, « cortis » en picard, et herbages) entoure les abords du village. Sarcus avait douze mares communales jusqu'en 1950. Seules deux ont été conservées : le Trou à Sable (ech Treu à Sabe), et la mare Manchonne (qui garde son nom picard). Les principaux bois sont les bois de Preuse (21 ha), de Cerisois (17 ha) et Liétaux (34 ha). Au-delà, la plaine domine, avec quelques bosquets, « boquets » ou « buquets » éparpillés. Le centre (la place, près de l'église) se trouve à 201 mètres au-dessus du niveau de la mer. C'est un plateau d'où part la vallée du ruisseau des Évoissons, « chés Voéssons ». Cette vallée se dirige vers les communes d'Élencourt, Daméraucourt puis le département de la Somme.

### Communes limitrophes
Les communes limitrophes sont Brombos, Broquiers, Élencourt, Feuquières, Grandvilliers, Moliens, Saint-Thibault, Sarnois et Hescamps.
| Saint-Thibault    | Hescamps Somme | Élencourt     |
| Moliens Broquiers | Sarcus         | Sarnois       |
| Feuquières        | Brombos        | Grandvilliers |

### Hydrographie
La commune est traversée par la ligne de partage des eaux entre les bassins hydrographiques Artois-Picardie et Seine-Normandie. Elle n'est drainée par aucun cours d'eau.
La source de Sarcus, qui alimente les Évoissons, appelée anciennement Voissons, rivière des Bréhaux ou de Saint-Pierre est intermittente. Elle ne coule que tous les dix ou douze ans. Elle a coulé en abondance au cours de l'hiver 2000-2001 et jusqu'au printemps 2001, inondant les routes, en partant du Fond de la Bucaille et les Calais et passant par la Viefville. D'après la tradition orale, quand les Évoissons coulent à Sarcus, c'est l'annonce d'événements politiques graves en France ou dans le monde. Cela semble s'être avéré exact en 2001.

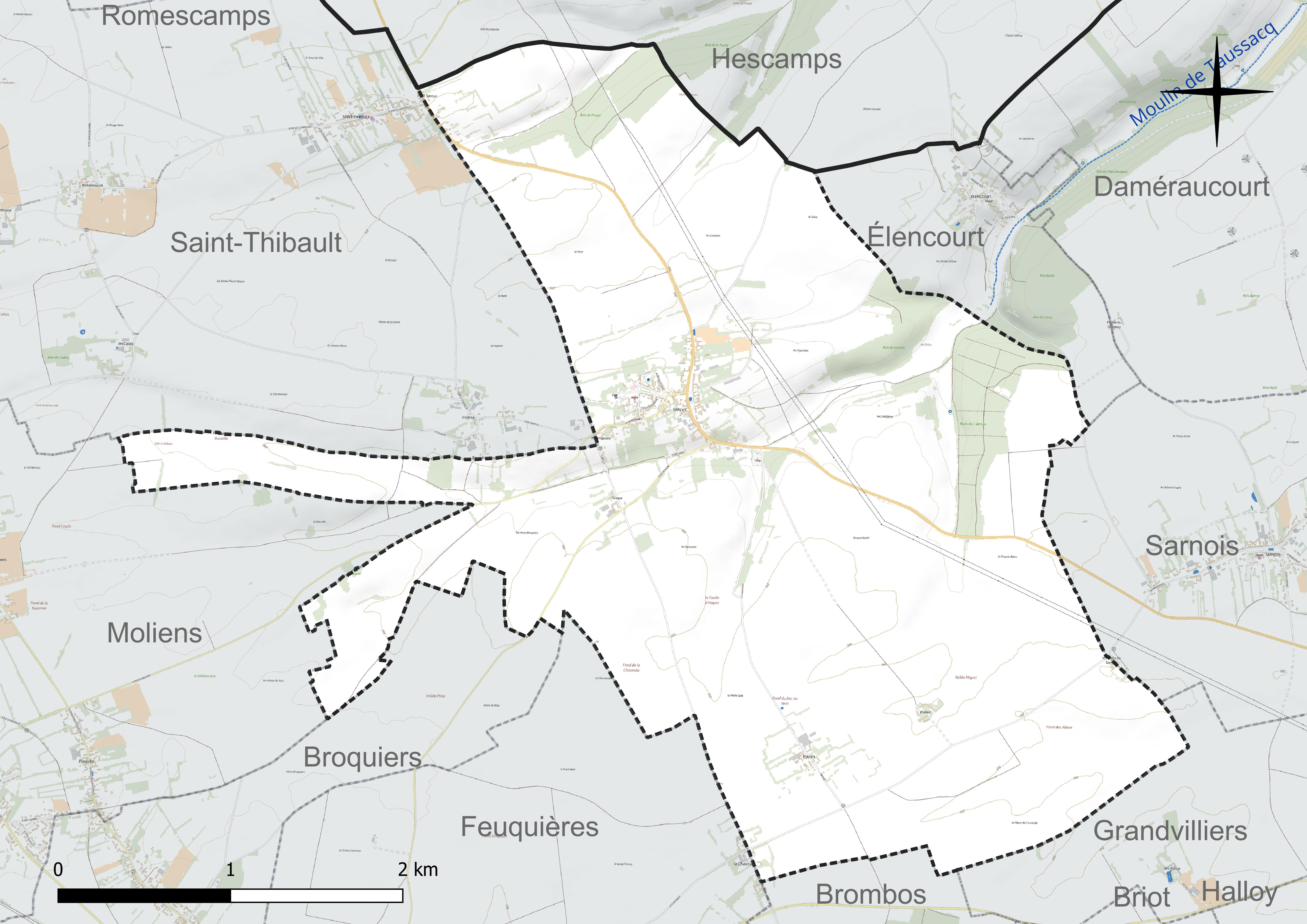
Réseau hydrographique de Sarcus.

### Climat
Pour des articles plus généraux, voir Climat des Hauts-de-France et Climat de l'Oise.
En 2010, le climat de la commune est de type climat océanique dégradé des plaines du Centre et du Nord, selon une étude du CNRS s'appuyant sur une série de données couvrant la période 1971-2000. En 2020, Météo-France publie une typologie des climats de la France métropolitaine dans laquelle la commune est exposée à un climat océanique et est dans la région climatique Côtes de la Manche orientale, caractérisée par un faible ensoleillement (1 550 h/an) ; forte humidité de l'air (plus de 20 h/jour avec humidité relative > 80 % en hiver), vents forts fréquents.
Pour la période 1971-2000, la température annuelle moyenne est de 9,7 °C, avec une amplitude thermique annuelle de 14,7 °C. Le cumul annuel moyen de précipitations est de 837 mm, avec 12,9 jours de précipitations en janvier et 8,8 jours en juillet. Pour la période 1991-2020, la température moyenne annuelle observée sur la station météorologique la plus proche, située sur la commune de Saint-Arnoult à 7 km à vol d'oiseau, est de 10,4 °C et le cumul annuel moyen de précipitations est de 797,2 mm,. Pour l'avenir, les paramètres climatiques de la commune estimés pour 2050 selon différents scénarios d'émission de gaz à effet de serre sont consultables sur un site dédié publié par Météo-France en novembre 2022.

## Urbanisme

### Typologie
Au 1er janvier 2024, Sarcus est catégorisée commune rurale à habitat dispersé, selon la nouvelle grille communale de densité à sept niveaux définie par l'Insee en 2022.
Elle est située hors unité urbaine et hors attraction des villes,.

### Occupation des sols

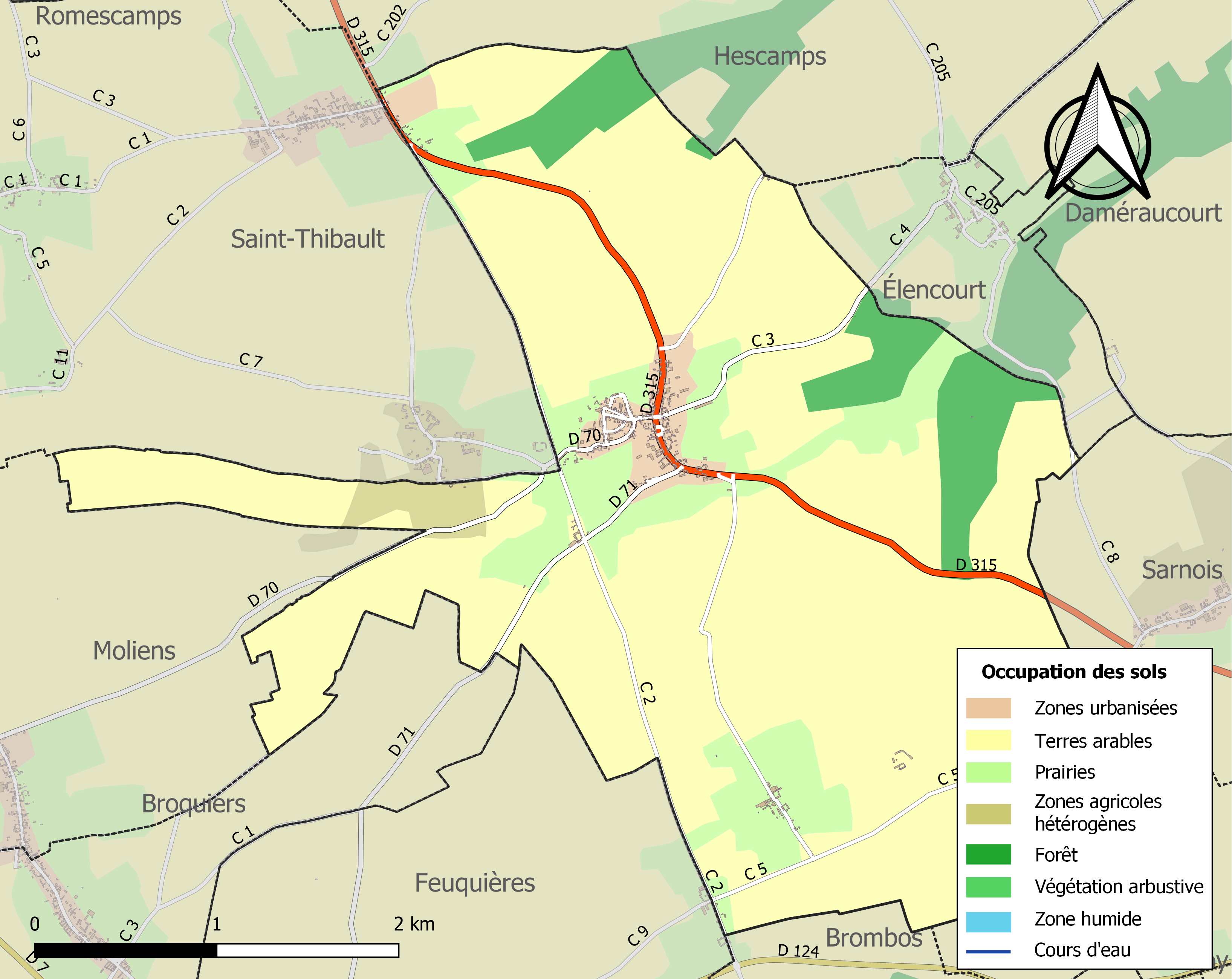
Carte des infrastructures et de l'occupation des sols de la commune en 2018 (CLC).

L'occupation des sols de la commune, telle qu'elle ressort de la base de données européenne d'occupation biophysique des sols Corine Land Cover (CLC), est marquée par l'importance des territoires agricoles (90,5 % en 2018), une proportion identique à celle de 1990 (90,5 %). La répartition détaillée en 2018 est la suivante :
terres arables (76,6 %), prairies (12,4 %), forêts (6,6 %), zones urbanisées (2,9 %), zones agricoles hétérogènes (1,4 %). L'évolution de l'occupation des sols de la commune et de ses infrastructures peut être observée sur les différentes représentations cartographiques du territoire : la carte de Cassini (XVIIIe siècle), la carte d'état-major (1820-1866) et les cartes ou photos aériennes de l'IGN pour la période actuelle (1950 à aujourd'hui).

### Hameaux et écarts
Sarcus a plusieurs hameaux et écarts : la Basse-Bucaille, la Haute-Bucaille, la Chaussée ou « el Queuchie » (en partie), le hameau de Grasse, Haleine (en partie), Hayon, le Moulin de Sarnois, le Petit-Sarcus ou « Ch'Tiot-Sertchu », le Moulin-Taillefer (détruit), La Viefville ou « el Vieuville » (chapelle et cimetière), Le Wallon (se prononce « Oualon »).

### Habitat et logement
En 2018, le nombre total de logements dans la commune était de 132, alors qu'il était de 127 en 2013 et de 122 en 2008.
Parmi ces logements, 76,9 % étaient des résidences principales, 15,2 % des résidences secondaires et 8 % des logements vacants. Ces logements étaient pour 96,3 % d'entre eux des maisons individuelles et pour 3,7 % des appartements.
Le tableau ci-dessous présente la typologie des logements à Sarcus en 2018 en comparaison avec celle de l'Oise et de la France entière. Une caractéristique marquante du parc de logements est ainsi une proportion de résidences secondaires et logements occasionnels (15,2 %) supérieure à celle du département (2,5 %) et à celle de la France entière (9,7 %). Concernant le statut d'occupation de ces logements, 76,5 % des habitants de la commune sont propriétaires de leur logement (81,6 % en 2013), contre 61,4 % pour l'Oise et 57,5 % pour la France entière.
| Typologie                                               | Sarcus | Oise | France entière |
| ------------------------------------------------------- | ------ | ---- | -------------- |
| Résidences principales (en %)                           | 76,9   | 90,4 | 82,1           |
| Résidences secondaires et logements occasionnels (en %) | 15,2   | 2,5  | 9,7            |
| Logements vacants (en %)                                | 8      | 7,1  | 8,2            |

### Voies de communication et transports
La commune est desservie, en 2023, par les lignes 6103 et 6152 du réseau interurbain de l'Oise.

## Toponymie
Pour Sarcus, on trouve écrites les variantes Sarchus, Sarquiuz, Sarcoz aux XIIe et XIIIe siècles, Cercu en 1517, Saint-Pierre de Sarcus en Picardie et Sarcus-le-Grand au XVIIIe siècle.

La toponymie est picarde mais elle a été francisée, surtout à partir du XIXe siècle.
Le nom de la commune est Sertchu en picard. Il vient du bas-latin sarcophagus, "sarcophage, tombeau puis cercueil ». Des sarcophages ont été trouvés au cimetière de La Viefville ou Viéville, El Vieuville en picard. L'ancien village de Sarcus se trouvait autour de ce cimetière, d'où son nom de "vieille ville".

## Histoire
- La commune est traversée du sud au nord par l'ancienne voie romaine de Lutèce (Paris) à la mer par Beauvais. Sarcus est à moins de 3 km de l'intersection avec le voie romaine Rouen-Amiens à hauteur de Romescamps. "Dans l'Antiquité, Sarcus paraît avoir été une place forte romaine. En effet, d'après les découvertes archéologiques, un camp militaire destiné à maintenir l'ordre en terre conquise y était installé. Ce camp commandait, avec celui de Fouilloy, le passage sur la voie romaine [..]. Au Ve siècle, un château fort destiné à défendre le pays contre les conquêtes franques fut construit"[23].
- Charles le Téméraire et son armée de 80 000 hommes (soldats, terrassiers, charpentiers, forgerons, etc.) font le siège de Beauvais du 27 juin au 22 juillet 1472 sans réussir à prendre la ville. Ils repartent vers Aumale, saccagent et brûlent au passage "Haucourt, Vrocourt, Martincourt, Hanvoile, Glatigny [...], Gerberoy une seconde fois, Sarcus et quantité d'autres villages."[24].

### Histoire des paysans et artisans
Au milieu du Moyen Âge, les paysans se regroupent autour du château fort en bois, à La Viefville. Le seigneur prélève sur les récoltes et l'élevage, mais il leur doit aide et assistance en cas d'attaque. À la fin du XIIe siècle, un nouveau château fort en pierre est construit à moins d'un kilomètre de La Viefville. Elle prend ce nom de "Vieille ville" à cette époque (El Vieuville en picad). Des chaumières en bois et torchis - matériaux utilisés jusqu'au début du XXe siècle - se construisent à proximité du nouveau château fort sur le plateau.
Dès la fin du Moyen Âge, et peut-être avant, les paysans - hommes et femmes - exercent deux professions, l'une agricole, l'autre artisanale. L'hiver, pendant "chés courts-jours", ils peignent la laine, fabriquent des étoffes, préparent des serges, font des bas au métier.
Au XVIIe siècle, ils travaillent à l'aiguille. Au XVIIIe siècle, ils ont des métiers à tisser. C'est cette deuxième profession de "serger" ou "tisserand" qu'ils déclarent au curé de la paroisse chargé d'écrire les actes officiels (baptême, mariage, décès). Une véritable industrie se pratique alors à Sarcus et dans tous les villages du Beauvaisis et de l'Amiénois. "Sur le plateau qui séparait Amiens, Aumale et Beauvais, l'on trouvait bien plus de métiers à serge que de charrues". Cette industrie se maintient à domicile, dans toutes les petites fermes, jusqu'au milieu du XIXe siècle. Des courtiers en tissus et grossistes achètent la production. Entre les deux Guerres mondiales, l'usine de Moliens fournit aux jeunes femmes de Sarcus des chaussettes à broder à domicile, vendues aux États-Unis. C'est aujourd'hui l'usine Kindy.

### Histoire des quatre châteaux
Le déplacement du village, de La Viefville à l'endroit actuel, date de la fin du XIIe siècle, lorsque sur la motte féodale,une fortification de bois construite les siècles précédents, entourée de murs en terre, a été abandonnée au profit d'un nouveau château fort en pierre, construit un peu plus loin sur le plateau. On distingue toujours cette motte au-dessus de La Viefville. Des fouilles archéologiques y ont été entreprises en 1987. L'emplacement d'un "mur" d'enceinte en terre, sous forme d'épais talus, était encore bien visible dans les années 1950, dans l'herbage en contrebas, avant l'arasement du terrain transformé en terre de labour.
En même temps que le nouveau château fort de pierre sur le plateau, est construite une nouvelle église. Au cours des siècles, la paroisse s'étend - devient Sarcus-le-Grand - et les petites fermes s'échelonnent jusqu'à La Viefville. La dernière maison située près de La Viefville est détruite au début du XXe siècle.

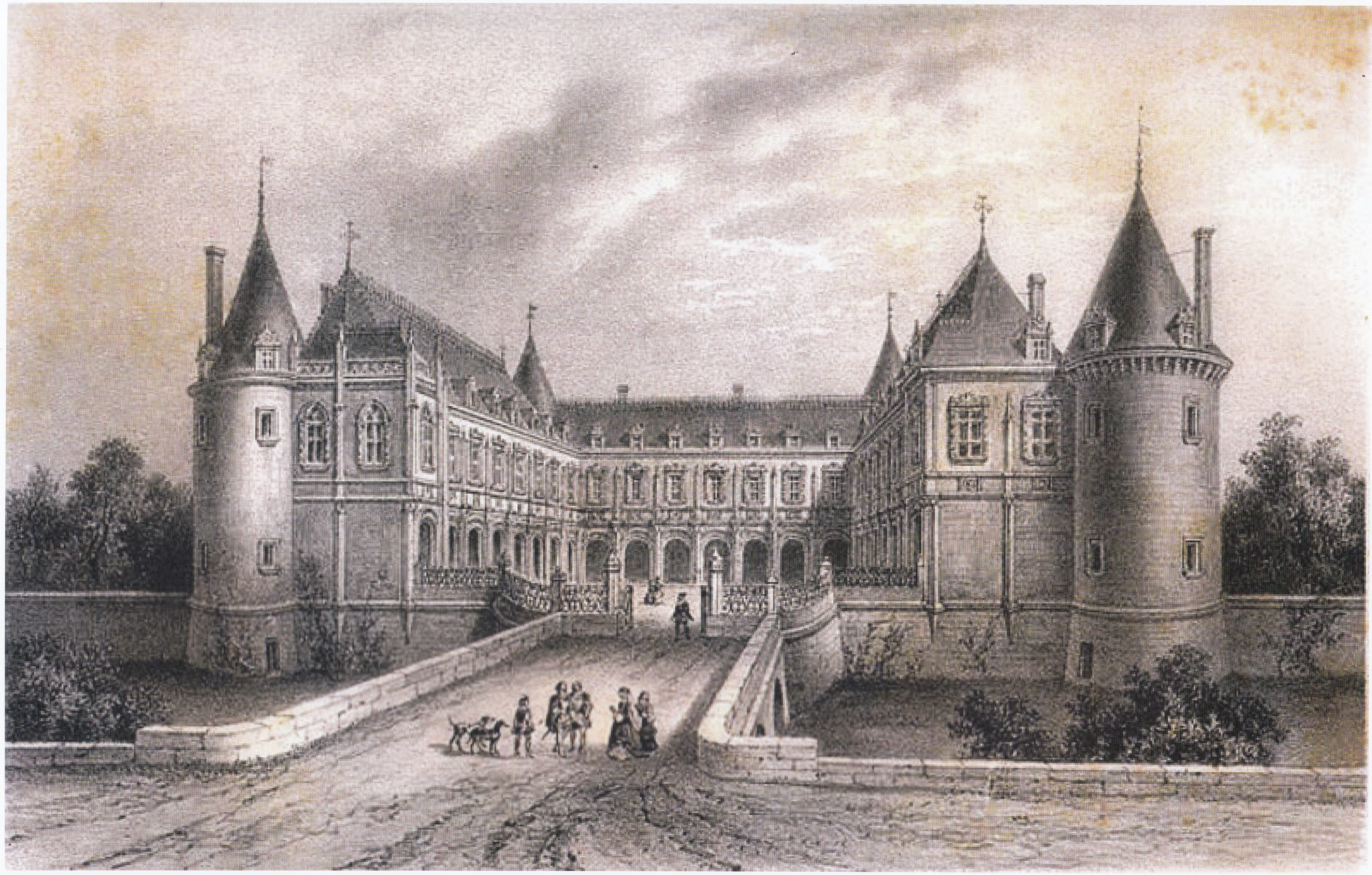
Le château de Sarcus tel qu'il devait être en 1550

Le château est totalement transformé dans le goût de la Renaissance entre 1520 et 1525 par Jean de Sarcus. Le château Renaissance a accueilli Louis XIII en 1638 et Louis XIV au cours de l'un de ses voyages aux Pays-Bas Ce bel édifice est vendu par son dernier propriétaire en 1833, Gabriel de Grasse, pour être démoli (voir à ce sujet la publication d'Olivier Delaire dans la bibliographie ci-dessous). La famille de Sarcus était partie s'installer au château de Bussy-Rabutin à la fin du XVIIIe siècle. Des vingt-deux arcades de la cour d'honneur du château de Sarcus, sept seront sauvées. Quatre se trouvent à Pouilly (Oise) et trois autres à Nogent-sur-Oise,.

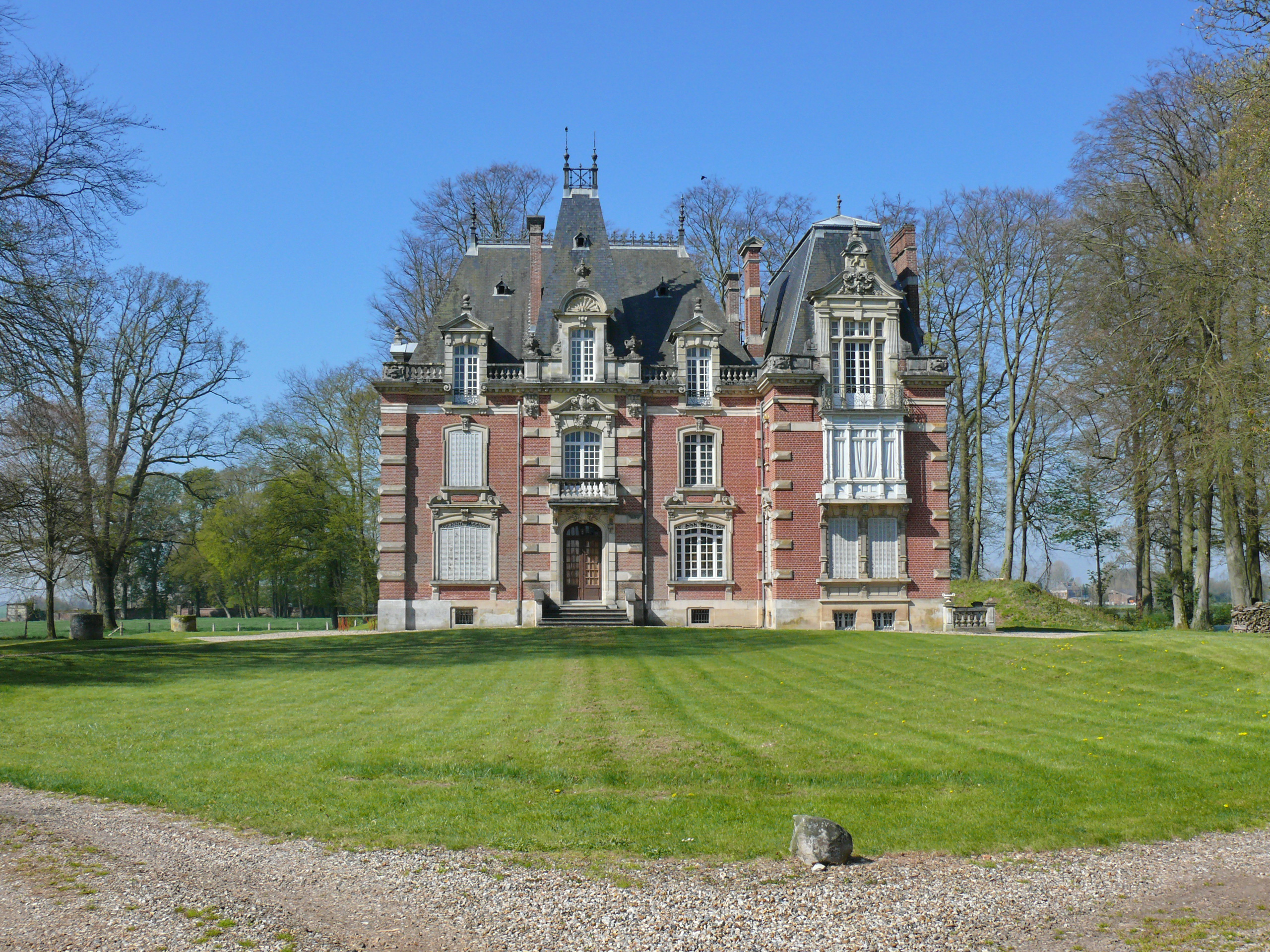
Le château du XIXe siècle, près de l'église et de la mairie-école.

Le château actuel a été construit au milieu du XIXe siècle par la famille Boulnois, devant les fondations de l'ancien château. Sarcus a donc connu quatre châteaux de styles différents en huit siècles.
La commune, instituée lors de la Révolution française, absorbe celle d'Élencourt, de 1826 à 1832.
Le village est desservi, à partir de 1875 par la gare de Brombos-Sarcus, située sur le territoire de Brombos, à quatre kilomètres environ du centre de Sarcus. Devenue simple halte à la fin des années 1950, l'arrêt est ensuite supprimé. L'ancienne gare, aujourd'hui maison privée, porte toujours l'inscription "Brombos-Sarcus".
À la fin de la Première Guerre mondiale, le château est la résidence du général Foch du 7 avril au 5 juin 1918. Son état-major ne loge pas au château mais dans la propriété du docteur Hémet, quelques centaines de mètres plus loin. "L'accord de Beauvais" a confié à Foch la direction stratégique des opérations sur le front occidental le 3 avril 1918.

## Politique et administration

### Rattachements administratifs et électoraux
La commune se trouve dans l'arrondissement de Beauvais du département de l'Oise. Pour l'élection des députés, elle fait partie depuis 1988 de la deuxième circonscription de l'Oise.
Elle a été le chef-lieu d'un canton de Sarcus de 1793 à 1801, avant d'intégrer cette année là le canton de Grandvilliers. Dans le cadre du redécoupage cantonal de 2014 en France, ce canton, où la commune est toujours intégrée, s'agrandit et passe de 23 à 101 communes.

### Intercommunalité
La commune est membre depuis 1997 de la communauté de communes de la Picardie verte, qui succède à plusieurs SIVOM, dont celui de Grandvilliers auquel elle adhérait déjà.

### Liste des maires
| Période                                  | Période                       | Identité        | Étiquette | Qualité                             |
| ---------------------------------------- | ----------------------------- | --------------- | --------- | ----------------------------------- |
| Les données manquantes sont à compléter. |                               |                 |           |                                     |
|                                          |                               |                 |           |                                     |
| avant 1958                               |                               | Cénès Laignier  |           |                                     |
|                                          |                               |                 |           |                                     |
| 1986                                     | 2014                          | Xavier Boulnois | SE        |                                     |
| 2014                                     | août 2023,                    | Yolande Cozette |           | Exploitante agricole Démissionnaire |
| décembre 2023                            | En cours (au 6 décembre 2023) | Alain Drains    |           | Ancien transporteur à la retraite   |

## Population et société

### Démographie

#### Évolution démographique
L'évolution du nombre d'habitants est connue à travers les recensements de la population effectués dans la commune depuis 1793. Pour les communes de moins de 10 000 habitants, une enquête de recensement portant sur toute la population est réalisée tous les cinq ans, les populations de référence des années intermédiaires étant quant à elles estimées par interpolation ou extrapolation. Pour la commune, le premier recensement exhaustif entrant dans le cadre du nouveau dispositif a été réalisé en 2004.

En 2022, la commune comptait 270 habitants, en évolution de +2,27 % par rapport à 2016 (Oise : +0,87 %, France hors Mayotte : +2,11 %).
| 1793 | 1800 | 1806 | 1821 | 1831 | 1836 | 1841 | 1846 | 1851 |
| ---- | ---- | ---- | ---- | ---- | ---- | ---- | ---- | ---- |
| 625  | 584  | 632  | 667  | 790  | 657  | 653  | 648  | 649  |

| 1856 | 1861 | 1866 | 1872 | 1876 | 1881 | 1886 | 1891 | 1896 |
| ---- | ---- | ---- | ---- | ---- | ---- | ---- | ---- | ---- |
| 615  | 579  | 555  | 532  | 535  | 506  | 504  | 509  | 479  |

| 1901 | 1906 | 1911 | 1921 | 1926 | 1931 | 1936 | 1946 | 1954 |
| ---- | ---- | ---- | ---- | ---- | ---- | ---- | ---- | ---- |
| 443  | 403  | 414  | 313  | 342  | 337  | 318  | 378  | 346  |

| 1962 | 1968 | 1975 | 1982 | 1990 | 1999 | 2004 | 2006 | 2009 |
| ---- | ---- | ---- | ---- | ---- | ---- | ---- | ---- | ---- |
| 351  | 274  | 272  | 200  | 212  | 260  | 265  | 258  | 275  |

| 2014 | 2019 | 2022 | - | - | - | - | - | - |
| ---- | ---- | ---- | - | - | - | - | - | - |
| 267  | 267  | 270  | - | - | - | - | - | - |

#### Pyramide des âges
La population de la commune est relativement jeune.
En 2018, le taux de personnes d'un âge inférieur à 30 ans s'élève à 38,2 %, soit au-dessus de la moyenne départementale (37,3 %). À l'inverse, le taux de personnes d'âge supérieur à 60 ans est de 23,6 % la même année, alors qu'il est de 22,8 % au niveau départemental.
En 2018, la commune comptait 128 hommes pour 138 femmes, soit un taux de 51,88 % de femmes, légèrement supérieur au taux départemental (51,11 %).
Les pyramides des âges de la commune et du département s'établissent comme suit.
| Hommes | Classe d’âge | Femmes |
| ------ | ------------ | ------ |
| 1,6    | 90 ou +      | 2,2    |
| 7,0    | 75-89 ans    | 9,4    |
| 13,3   | 60-74 ans    | 13,7   |
| 21,9   | 45-59 ans    | 15,8   |
| 21,1   | 30-44 ans    | 18,0   |
| 15,6   | 15-29 ans    | 16,5   |
| 19,5   | 0-14 ans     | 24,5   |

| Hommes | Classe d’âge | Femmes |
| ------ | ------------ | ------ |
| 0,5    | 90 ou +      | 1,4    |
| 5,5    | 75-89 ans    | 7,6    |
| 15,6   | 60-74 ans    | 16,3   |
| 20,8   | 45-59 ans    | 20     |
| 19,4   | 30-44 ans    | 19,4   |
| 17,6   | 15-29 ans    | 16,2   |
| 20,6   | 0-14 ans     | 19,1   |

### Manifestations culturelles et festivités
La fête traditionnelle du village de Sarcus est "la Saint-Matthieu". Elle a lieu chaque année fin septembre. A l'origine, fête paroissiale qui commence avec grand-messe le matin, c'est une fête importante avec jeux publics et foire aux bestiaux qui attirent beaucoup de monde jusqu'au tout début du XXe siècle (avant 1914), ensuite c'est une fête foraine. À partir des années 1980, elle devient une foire à la brocante.
Le nom du village fait également écho au Sarcus Festival crée en 2016 dans la commune. L'édition 2017 a eu lieu au Moulin de Gambais dans les Yvelines (78), fin septembre. L'édition 2018 a lieu du 28 au 30 septembre sur le domaine de 5 hectares de l'Abbaye de la Clarté-Dieu (Saint-Paterne) (protégée par l'UNESCO).

## Culture locale et patrimoine

### Lieux et monuments

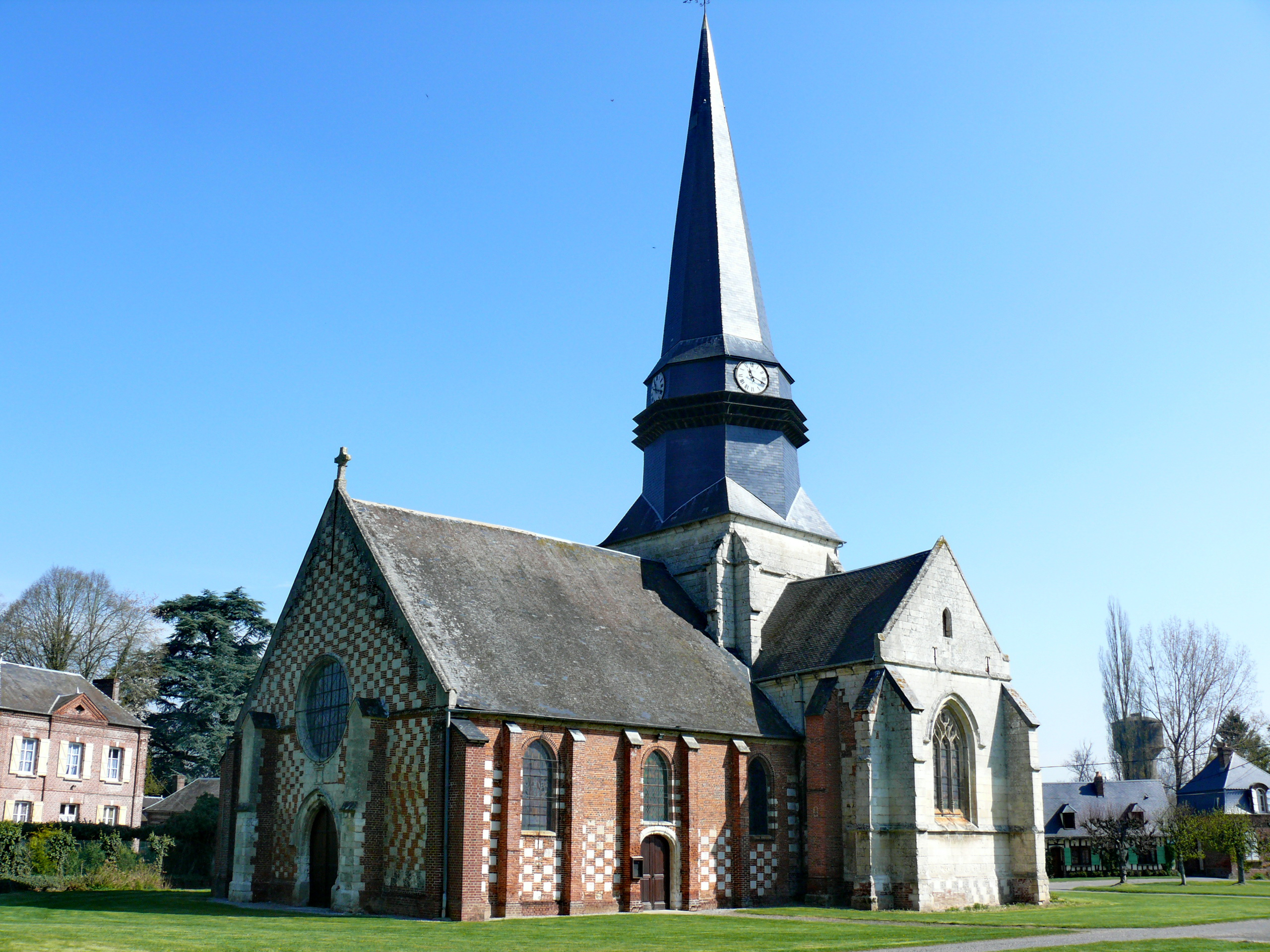
L'église Saint-Pierre et Saint-Paul

- L'église Saint-Pierre-et-Saint-Paul (XVIe siècle), avec son clocher de 42 m de hauteur (XVIIe siècle)[48], le plus haut du canton, et ses fonts baptismaux du XVIe siècle[49].
- Chapelle Notre-Dame de La Viefville, dans le cimetière, "brique et pierre", en partie du XVIe s., remaniée aux XVIIIe et XIXe s., restaurée en 2018[50].
- La croix de La Viefville (XVIe siècle), abattue en 1793 et rétablie en 1852[51].
- Le monument aux morts de 1914-1918.
- Les stèles de deux soldats fusillés pour l'exemple à Sarcus au cours de la Première Guerre mondiale, celle du caporal Sylvestre Marchetti, inaugurée le 25 novembre 2010, et celle du soldat Julien Lançon, inaugurée le 18 octobre 2016[52].
- Le château et son jardin (XIXe siècle)[53] (privé).
- La mairie-école, inaugurée en 1910, en remplacement de l'ancienne école.
- La fontaine de Cérès, déesse des moissons, inaugurée en 1935 à la mémoire de Rodman Wanamaker, bienfaiteur de la commune de Sarcus.
- La ferme du Wallon, manoir du XVIIe siècle transformé en ferme aux XVIIIe et XIXe siècles[54] (privé).
- La propriété dite du Docteur Hémet, où logeait l'état-major de Foch en avril-mai 1918 (privé).

### Le picard et la tradition, vie culturelle
Le picard était la langue couramment parlée par les habitants de Sarcus, jusque dans les années 1960.
Actuellement, des expressions ou tournures picardes sont encore employées dans la conversation en français, exemples : un tiot (un petit), chés herbages (les prés), du hour (du houx), un borne (une borne), un poute (une poutre), unhne noque (une gouttière), un boquillon (un bûcheron), unhne badrèye ou badrée (une tarte, flan), roudrouiller (travailler en musardant), déwoègner (disjoindre), décraper (nettoyer), peut qu'manquer (de toute façon), unhne rude panche (un gros ventre), i n'n est ch'qu'i n'n est (c'est ainsi), nom dé zeu ! (juron), etc.
La tradition orale a transmis le blason populaire "Chés gueux glorieux d'Sertchu" (Les gueux glorieux de Sarcus), "glorieux" ayant le sens de "fier" en picard. Ce surnom (suplitchet) vient vraisemblablement du fait que Sarcus était une commune enviée par les habitants des paroisses voisines. Il y avait un château renommé, un notaire royal, un relais de poste et le pays était traversé par la route royale Beauvais / Saint-Valéry (ancienne voie romaine). Les paysans et artisans étaient actifs, la population importante (environ 700 habitants avant la Révolution). Sarcus avait une vie culturelle indépendante. Encore avant 1914, une chorale et une petite troupe de théâtre, se produisaient régulièrement. Dans les années 1920-1930, un groupe de jeunes filles jouait des pièces de théâtre et des opéras.

### Personnalités liées à la commune

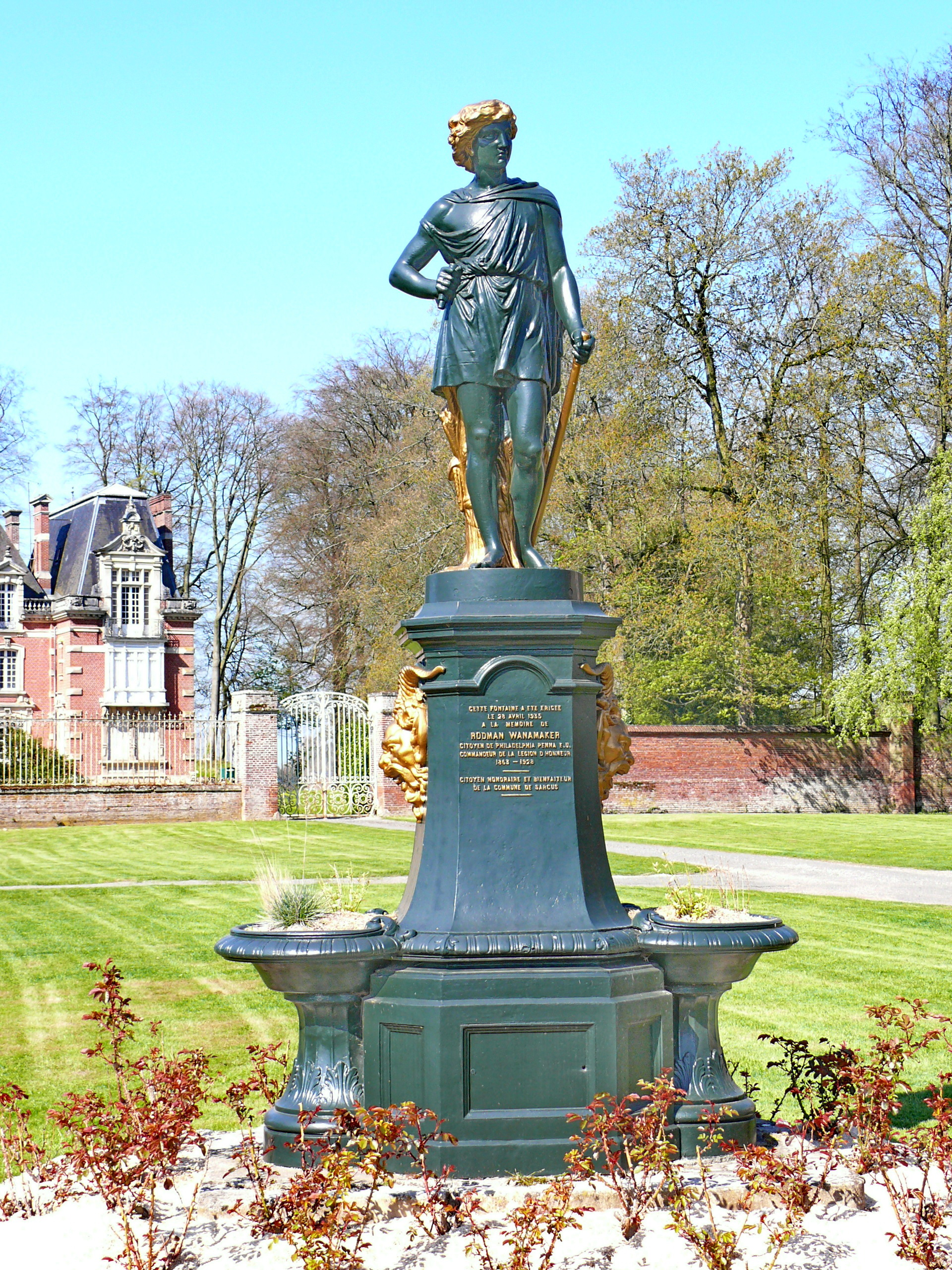
La fontaine de Cérès, inaugurée en 1935 à la mémoire de Rodman Wanamaker.

- Jean, seigneur de Sarcus (1475 - 5 décembre 1537), capitaine-général des légionnaires de Picardie, conseiller du roi François Ier, défend en 1513 la ville de Thérouanne contre les Anglais, fait bâtir en 1523 le château de style Renaissance. Il est le père de François de Sarcus, évêque du Puy-en-Velay, et oncle d'Anne de Pisseleu, duchesse d'Étampes[58].
- Baron Louis Jacques François Boulnois, général du Premier Empire.
- Louis Maximilien Gellée, né à Sarcus en 1798, mort à Beauvais en 1854, prêtre philanthrope, "curé des pauvres" à Beauvais, candidat à la députation en 1848. La chapelle du cimetière de Beauvais a été édifiée par souscription publique, en 1856, pour lui servir de sépulture. Il est inhumé dans la crypte. Une rue de Beauvais porte son nom, côté portail nord de la cathédrale[59].
- Rodman Wanamaker (1863-1928), homme d'affaires et philanthrope américain de Philadelphie, défenseur des Indiens, protecteur des arts, "citoyen honoraire et bienfaiteur de la commune de Sarcus", commandeur de la Légion d'honneur. Une rue du village porte son nom. La fontaine de Cérès, déesse des moissons représentée par un jeune homme vêtu à la romaine, a été inaugurée le 28 avril 1935 à la mémoire de Rodman Wanamaker, près de la mairie-école. Il est le donateur de cette mairie-école imposante en brique et pierre, avec fronton aux armes de Sarcus, inaugurée en 1910. En outre, il a financé l'adduction d'eau dans le village, peu de temps avant sa mort. Il tenait ainsi à honorer sa femme dont il était très amoureux, née Henry, et son beau-père originaire de Sarcus[60],[61].
- François Beauvy, né le 16 juin 1944 à Sarcus, écrivain[62], romancier, nouvelliste, essayiste, lexicographe, docteur en langue et littérature françaises de l'Université de Paris X - Nanterre[63].

### Gastronomie
Il existe un gâteau traditionnel picard. À l'origine, il n'est pas exclusif de Sarcus, mais sa recette s'est peut-être transmise là plus qu'ailleurs. On l'appelle « badrèye », « badrée », « tarte àl badrèe » ou « flan àl badrèe ». C'est un flan qui était préparé avec uniquement les produits de la ferme à l'occasion des fêtes.

### Filmographie
Mme Jackie Poggioli, Fucilati in prima ligna / Fusillés en première ligne, film documentaire (2011) sur les Corses fusillés pour l'exemple au cours de la Première Guerre mondiale, dont Sylvestre Marchetti, fusillé à Sarcus le 22 octobre 1916 (you tube).

### Héraldique
| Blason de Sarcus | Blason  | De gueules au sautoir d'argent cantonné de quatre merlettes de même Ornements extérieursLe blason se tient entre des tenants : deux anges, et il est surmonté d'une couronne de marquis.                                                          |
| Blason de Sarcus | Détails | Le blason peut se voir complet au château de Bussy-Rabutin où les Sarcus se sont installés à la fin du XVIIIe siècle. Il apparaît également complet sur le fronton de la mairie-école de Sarcus. Le statut officiel du blason reste à déterminer. |